# 福井市森田中学校
福井市森田中学校（ふくいし もりたちゅうがっこう）は、福井県福井市上野本町にある公立中学校。

## 沿革
- 1947年 - 吉田郡森田町立森田中学校として開校。
- 1948年6月28日 - 福井大震災により、第一校舎全壊、第二校舎全壊全焼。
- 1949年 - 校舎第一期工事完了。
- 1952年 - 校舎第二期工事完了。
- 1957年 - あさぐも分校開校。
- 1967年7月30日 - 吉田郡森田町が福井市に編入合併、福井市森田中学校となる。
- 1968年 - 鉄筋体育館新築竣工。
- 1969年 - 鉄筋南校舎（本館）新築竣工。
- 1975年 - 鉄筋北校舎新築竣工。
- 1977年 - あさぐも分校廃校。
- 1982年 - 鉄筋中校舎新築竣工。
- 1988年 - 南校舎（本館）、生徒玄関改装工事完了。
- 1995年 - LL教室、コンピュータ室、図書室増築。
- 2007年4月1日 - 2学期制を開始。
- 2026年 - 本校校区全域、並びに福井市灯明寺中学校校区のうち九頭竜川右岸部を校区とする新設校の福井市九頭竜中学校へ統合予定。本校校地には校舎を改装のうえ、2027年に福井市森田東小学校（福井市森田小学校より校区分割）を新設予定。

## 校歌
- 勝承夫作詞／石桁真礼生作曲

## アクセス
- 京福バス「31 丸岡線（明道中学校前経由）」・「32 丸岡線（町屋町経由）」で、「上森田」停留所下車。

## 部活動
運動部
- 野球部（男子）
- サッカー部（現在男子のみ）
- ハンドボール部（女子）
- 剣道部（男女混合）
- 卓球部（男女混合）
- バレーボール部（女子）
- バドミントン部（男女別）
- ソフトテニス部（女子）

文化部
- 吹奏楽部
- 美術部
- 情報部

## 著名な卒業生
- 高山正行 - 日本芸能界初のプロ和太鼓奏者・福井新聞ふるさと文化大賞受賞
- 川上奈々美 - AV女優
- 栗原陵矢 - プロ野球選手（福岡ソフトバンクホークス）

## 学校周辺
- 森田駅（ハピラインふくい）
- 九頭竜橋（九頭竜川）
- 福井市森田小学校
- 仁愛女子短期大学